# 跳越時空的情書
是一部2006年浪漫戲劇電影，是韓國電影《觸不到的戀人》的美國重製版本。
由大衛·奧本寫作，亞歷堅卓·阿奎斯提執導，基努·李維與珊卓·布拉克繼1994年《捍衛戰警》後再度合作拍戲。他們分別飾演建築師亞歷斯·懷勒和女醫師凱特·福斯特，內容敘述過著煩悶生活的兩人透過湖岸小屋的書信，發現兩人所在的世界相差了兩年的時間，於是兩人想要安排一場約會並且開創新的人生。這部電影的主題曲為基音樂團所演唱的《Somewhere Only We Know》。
電影在2006年6月16日於美國上映，外界對本片的看法普遍兩極，影評家詬病錯綜複雜的敘事情節和劇情邏輯，但是基努·李維與珊卓·布拉克的演出化學效應獲得讚美，觀眾的迴響則趨向正面為主。

## 劇情
凱特·福斯特（珊卓·布拉克飾）是一名新進醫師，她即將要離開幽靜的湖邊小屋前往芝加哥大醫院發展，為了提醒下一任湖邊小屋的屋主，凱特留下書信，將其投入湖邊小屋的信箱，告知有關於狗的腳印以及閣樓上有書籍的事情。
亞歷斯·懷勒（基努·李維飾）是一名年輕不得志的建築師，居住在父親設計的湖邊小屋當中，一日他從湖邊小屋的信箱收到凱特撰寫的書信，不知所云，以為對方在開玩笑，直至他在整理環境期間，發現一隻黃金獵犬剛好踏過油漆塗過的木板走道，才意會到書信裡提及的狗腳印的事情。由於這棟小屋在亞歷斯搬進去之前無人居住，於是他寫了一封給凱特的回信投入湖畔小屋的信箱，嘗試和凱特連絡。後來兩人透過信件確認了兩地時間，凱特位於2006年，而亞歷斯則是在2004年。
凱特進入新醫院後，便因為一個車禍事故而暫得休假，當時的罹難者就是死在凱特懷中。凱特回到了湖邊小屋，自此開始與兩年前的亞歷斯互相通信，後來兩人情投意合，開始試著製造一同約會、會面的機會，而亞歷斯曾經在2004年凱特生日時與凱特會面甚至接吻，而凱特也回想起來。
亞歷斯在與凱特通信期間，也談到了自己的身世，父親賽門是一個著名建築家，但是他對於亞歷斯母親的態度令亞歷斯無法諒解，之後，賽門因為心臟病而住院，然而2006年的凱特發現檔案當中有著賽門·懷勒的死亡證明書後，便急忙趕回湖邊小屋告知亞歷斯這個噩耗，希望能夠陪著亞歷斯度過喪父之痛。
兩人越來越想見一面，於是便安排一場未來會面，亞歷斯便在餐廳中訂了兩年之後的位置，後來，凱特出現了，但是亞歷斯卻遲遲沒有到來，失落的凱特認為這一段時光已經過去，便請亞歷斯不要再互通書信，然而亞歷斯卻還是鍥而不捨的寫信給凱特，但是卻沒有得到凱特的回覆，於是，亞歷斯搬離了湖邊小屋，將屋子交給了當時凱特的男朋友摩根，與弟弟亨利開始經營建築事業，不知不覺時間已過了兩年。
凱特與前男友摩根復合，情人節兩人前去挑選房子，正巧進入了亞歷斯與弟弟亨利合創的公司，正當凱特要離開時，發現了湖邊小屋的設計圖，當問起亨利設計此圖的人是誰、如何聯絡時，得知的是設計此圖的人正是亞歷斯，但是早已經於06年死去。凱特明白當年死在她懷中的男人就是亞歷斯，於是不顧一切趕往湖邊小屋，透過書信告知亞歷斯不要去找她。
06年的同日，亞歷斯則是意外從弟弟口中得知今日為情人節，於是回想起凱特所說的那場事故，便驅車前往湖邊小屋，隨即趕去找尋凱特，但是他並沒有想到當時死的人是自己。
凱特將最後的希望寄在湖邊小屋的信箱上，希望亞歷斯能夠得到信件的通知，不要在當時找她，而是在08年的時候於湖邊小屋見她，後來，亞歷斯改變了歷史，他及時接到了信件並且等了兩年，與凱特會面。當凱特聽到汽車引擎聲越來越近時，得知08年的亞歷斯已來，最後，兩人擁吻，一起進入了湖邊小屋。

## 演員
| 角色                                       | 演員              |
| ------------------------------------------ | ----------------- |
| 凱特·佛斯特醫師（Dr. Kate Forster）        | 珊卓·布拉克       |
| 亞歷斯·韋勒（Alex Wyler）                  | 基努·李維         |
| 賽門·J·韋勒（Simon J. Wyler）              | 克里斯托弗·普卢默 |
| 摩根·布萊斯（Morgan Price）                | 迪倫·沃爾什       |
| 安娜·克里辛斯基醫師（Dr. Anna Klyczynski） | 休蕾·愛妲希露     |
| 莫娜（Mona）                               | 琳恩·柯林斯       |

## 票房
該片在開片首週總共賺進一千三百六十萬美元，後來到2006年10月1日後，北美賺進了$52,330,111美元，全球票房$114,830,111美元。
2006年9月26日，該片是第一個同時發行DVD、藍光光碟和HD DVD的電影。

## 評價
《跳越時空的情書》在影評人與觀眾之間的評價褒貶不一，爛番茄根據157條影評人的評論，獲得35%的新鮮度，平均分數5/10，超過25萬名觀眾投票評比分數則是73%`，平均分數3.8/5，該網站影評家共識寫道「《跳越時空的情書》的情節有點過於複雜，影片未能實現它所追求的那種籠統的浪漫。」`。Metacritic則依據34條評論，平均得分53分（滿分100分），屬於「褒貶不一或中庸」，共計324名Metacritic用戶給予本片的平均分數為7.9/10，屬於「普遍好評」。。

## 外部連結
- 互联网电影数据库（IMDb）上《跳越時空的情書》的资料（英文）
- 爛番茄上《跳越時空的情書》的資料（英文）
- Box Office Mojo上《跳越時空的情書》的資料（英文）
- AllMovie上《跳越時空的情書》的资料（英文）
- Metacritic上《跳越時空的情書》的資料（英文）
- Yahoo奇摩電影上《跳越時空的情書》的資料（繁體中文）
- 開眼電影網上《跳越時空的情書》的資料（繁體中文）
- 时光网上《跳越時空的情書》的資料（简体中文）
- 豆瓣电影上《跳越時空的情書》的資料 （简体中文）